# Miguel Ángel Giménez
Miguel Ángel Giménez, el Sombra, (27 de mayo de 1954, Paraná, Argentina-28 de mayo de 1982, Cerro Azul, isla Soledad) fue un aviador militar de la Fuerza Aérea Argentina piloto de IA-58 Pucará que combatió y murió en la batalla de Pradera del Ganso, guerra de las Malvinas.

## Carrera militar
Ingresó a la Escuela de Aviación Militar en 1972. Al año dejó y comenzó a estudiar abogacía en la Universidad Nacional del Litoral. Luego regresó a la Escuela de Aviación Militar. Egresó como alférez y su primer destino fue la II Brigada Aérea. Se destinó a la IV Brigada Aérea donde tripuló aviones Douglas A-4C Skyhawk. En 1981 pasó a la III Brigada Aérea, donde voló FMA IA-58 Pucará.

### Guerra de las Malvinas
Se basó con su Escuadrón Pucará en el Aeródromo de Pradera del Ganso.
Durante la batalla de Pradera del Ganso el 28 de mayo de 1982 a las 11:30 despegó la sección «Sombra», integrada por el teniente Giménez (A-537) y el teniente Címbaro (A-532). Realizaron un ataque al norte de puerto Darwin. Címbaro derribó a un helicóptero Sea Lynx británico con cohetes aire-tierra. Giménez destruyó a otro en tierra.
Címbaro aterrizó en Puerto Argentino/Stanley a las 12:30. Luego del ataque, Giménez entró en nubes, mantuvo breves comunicaciones por VHF con Darwin. Después se perdió todo contacto.
Se estrelló contra la ladera suroeste del cerro Azul.

## Restos mortales
El 29 de agosto de 1986 se hallaron los restos de su Pucará y del teniente Giménez, que fue sepultado en el Cementerio de Darwin.